# Hellot Matson Mampouya
Hellot Matson Mampouya est un homme politique congolais né le 7 février 1964 à Kinshasa (RDC). 
Il fut successivement ministre de la Recherche scientifique et de l'Innovation technique (2007-2009), puis ministre de la Pêche et de l'Aquaculture (2009-2012), ministre de l'Enseignement primaire, secondaire et de l'Alphabétisation (2012-2015), ministre des Postes et Télécommunications (2015-2016), et enfin  ministre de la Recherche scientifique et de l'Innovation technologique (2016-2017).
Longtemps membre du Mouvement congolais pour la démocratie et le développement intégral (MCDDI), il en est exclu et crée son propre parti en 2013, la Dynamique républicaine pour le développement (DRD). 

## Biographie

### Jeunesse
Né le 7 février 1964 à Kinshasa en République démocratique du Congo (à l'époque dénommée Zaïre), sa famille doit quitter ce pays en juillet de la même année, victime des procédures d'expulsion visant les ressortissants du Congo-Brazzaville. Il grandit donc en République du Congo, et étudie plus tard à l'université Marien-Ngouabi, où il obtient une maîtrise de droit privé en 1992.

### Carrière politique
Membre du Mouvement congolais pour la démocratie et le développement intégral (MCDDI), il en est le secrétaire chargé des relations extérieures, et cofonde en 1991 la « Jeunesse du MCDDI ». En octobre 1995, il fait son entrée bureau exécutif national du parti. 
Il fut attaché à la communication auprès de Bernard Kolélas lorsque celui-ci était maire de Brazzaville, puis fut son conseiller politique et porte-parole à partir de septembre 1997, lorsque ce dernier devint Premier ministre. À la suite de la guerre civile, il le suit en exil en octobre 1997.
Hellot Matson Mampouya a également enseigné le droit pendant 5 ans au lycée technique du Premier-Mai de Brazzaville.
En janvier 2013, après d'importants désaccords avec le secrétaire général du MCDDI, Guy Brice Parfait Kolélas, Hellot Matson Mampouya est exclu du parti. Le 18 mai 2013, il annonce devant les militants et la presse la création de son propre parti, la Dynamique républicaine pour le développement (DRD). La devise de ce nouveau parti est « Solidarité, Démocratie et Progrès », et vise à « lutter contre les divisions factices et stériles, les égoïsmes et l’irrationnel » ainsi qu'à « privilégier la paix et la cohésion ». À cette occasion, il critique son ancien parti, le MCDDI, déclarant qu'il « n'est plus qu'une
boutique familiale sans vision, sans âme et sans génie » et dénonce son « autoritarisme suicidaire ».
Il se porte candidat dans la 3e circonscription de Makélékélé (Brazzaville) lors des élections législatives de 2017, mais est battu dès le premier tour. Le 22 août 2017, à l'occasion d'un remaniement gouvernemental, il n'est pas reconduit à son poste de Ministre de la recherche scientifique, et est remplacé par Martin Parfait Aimé Coussoud-Mavoungou.

### Vie privée
Hellot Matson Mampouya est marié et père de deux enfants.